# Parafia Matki Bożej Bolesnej w Mysłowicach
Parafia Matki Bożej Bolesnej w Mysłowicach – rzymskokatolicka parafia znajdująca się w Mysłowicach, w dzielnicy Brzęczkowice. Parafia należy do dekanatu mysłowickiego w archidiecezji katowickiej.

## Historia
Myśl o stworzeniu parafii Brzęczkowice-Słupna (na granicy dwóch ówczesnych gmin, obecnie dzielnic Mysłowic), którego centralnym ośrodkiem jest Kościół Matki Bożej Bolesnej w Mysłowicach, zrodziła się w latach 30. Mogła jednak być urzeczywistniona dopiero wtedy, gdy mysłowicki proboszcz ks. dr Teofil Bromboszcz został pierwszym sufraganem diecezji katowickiej. Do realizacji swej idei wyznaczył ks. Jana Króla, powołanego na stanowisko wikariusza mysłowickiego, przed którym postawił zadanie organizacji nowej parafii. Ośrodkiem jej stał się tymczasowy kościół, urządzony w adaptowanym budynku restauracji w Słupnej. 
We wrześniu 1939 r. dotychczasowy proboszcz ks. Jan Król opuścił parafię – zmusiła go do tego groźba aresztowania przez okupanta. Nowym rządcą parafii został ks. Franciszek Maroń. Przystąpił do budowy nowego kościoła. Wyznaczył miejsce pod budowę. Nieprzypadkowo stało się nim brzęczkowickie wzgórze, leżące na pograniczu dwu społeczności – słupeckiej i brzęczkowickiej. Przyszły kościół miał być ogniwem spajającym mieszkańców obu dzielnic.
W latach 1941–1943 wikariuszem parafii był ks. Józef Kania. Zagrożony aresztowaniem 19 lutego 1943 roku opuścił Brzęczkowice, a 12 czerwca 1944 roku został zamordowany w KL Auschwitz. Na fasadzie brzęczkowickiego kościoła znajduje się tablica mu poświęcona.
W czasie okupacji Niemcy skonfiskowali materiały budowlane, zakazali zbierania kolekt na nowy kościół i szykanowali budowniczego kościoła. Po zakończeniu okupacji pojawiły się nowe trudności – głównie natury administracyjnej i finansowej. Mimo tych trudności 1 sierpnia 1945 r. dokonano poświęcenia miejsca pod budowę nowego kościoła. 10 kwietnia 1949 r. w murach nowego kościoła rozpoczęto odprawianie nabożeństw.
Pod naciskiem władz cywilnych w 1952 r. z parafii został odwołany proboszcz, a wszelkie prace budowlane zostały wstrzymane. W czasie tzw. odwilży październikowej ksiądz Franciszek Maroń powrócił do swojej parafii. Budowę kościoła dokończył w 1964 r., w kilka lat później to jest w 1969 r. przeszedł na emeryturę. Zmarł 31 stycznia 1984 r. 

## Kościół

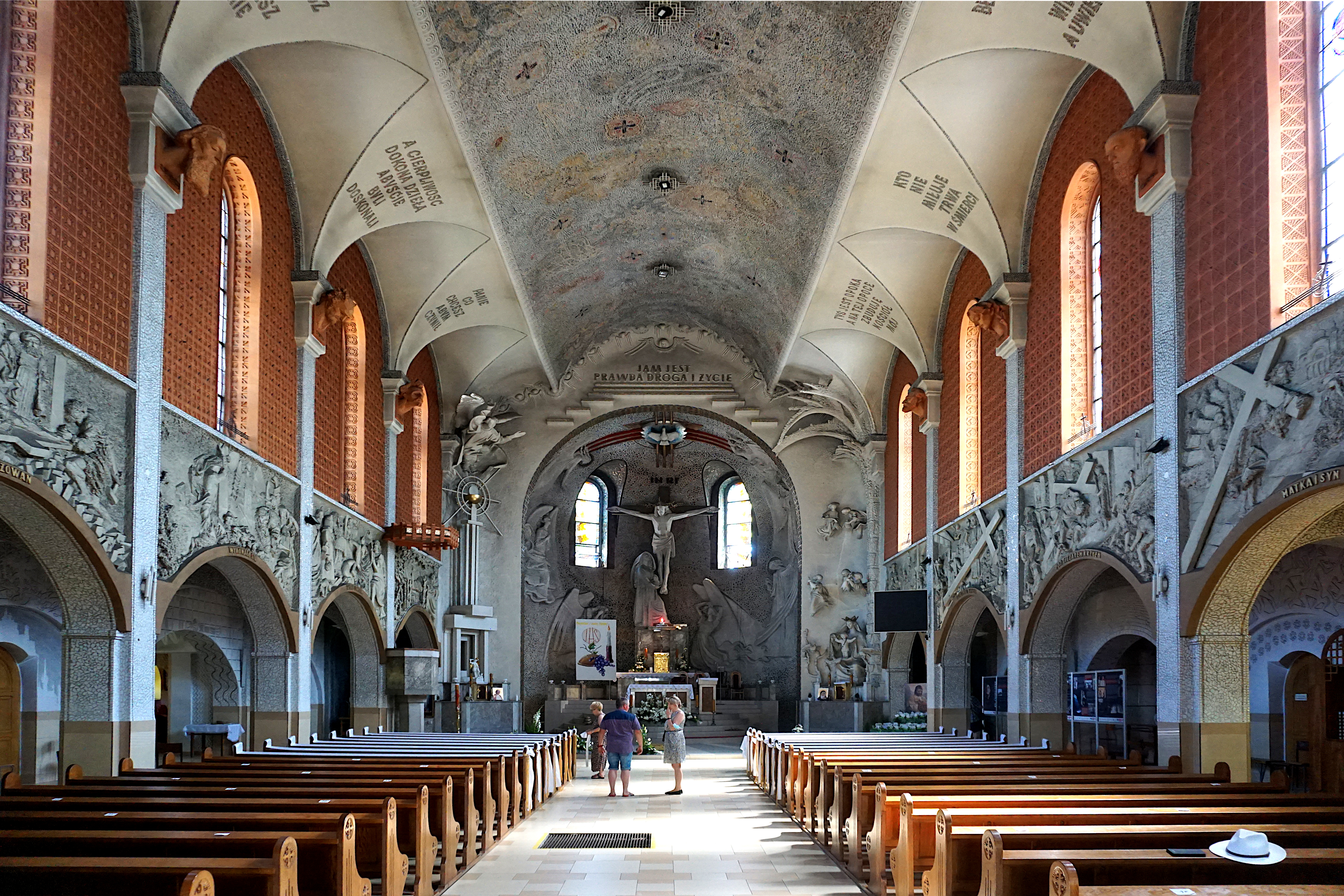
Wnętrze kościoła (2021)

Architektoniczny projekt brzęczkowickiego kościoła stworzył Henryk Gambiec z Ligoty (obecnie dzielnica Katowic). Kościół posiada nawę z dwoma podcieniami i centralnie podwyższonym prezbiterium. Beczkowe sklepienie pokryte jest mozaiką, wywołującą wrażenie firmamentu. Chrystus Ukrzyżowany i Matka Boska Bolesna stojąca pod krzyżem, dwie ogromne figury w końcu głównej nawy, jakby oczekiwały wszystkich potrzebujących, cierpiących i chorych. Droga krzyżowa z podpisami ks. dra J. Gawora, zmuszającymi do refleksji, przyciąga uwagę swą ekspresją, sugestywnością. Dużą część życia spędził w brzęczkowickiej świątyni uczeń Ksawerego Dunikowskiego – Henryk Burzec. Jest on autorem i wykonawcą całości wnętrza kościoła. Z jednym tylko wyjątkiem – chrzcielnicy, wykonanej przez Georga Schneidera w Monachium. 
W okresie, gdy proboszczem był ks. Franciszek Balion (od 1987 r.) pokryto dach kościoła, wstawiono nowe okna, odrestaurowano organy. W 1988 r. do kościoła w Brzęczkowicach pielgrzymowali kapłani diecezji katowickiej, czcząc w ten sposób 40-lecie śmierci ks. kardynała Augusta Hlonda.  
W 1991 r. do parafii przybył nowy proboszcz – ks. Bernard Halemba. Wkrótce rozpoczęto renowację wnętrza kościoła, którą nadzorował artysta W. Prandzioch z Bytomia. Podziemia kościoła – Oratorium św. Wojciecha, stały się miejscem, gdzie swoje talenty rozwijają młodzi aktorzy, muzycy, dziennikarze, czy nawet sportowcy. Obecnie znajduje się tam Muzeum Misyjne.

## Proboszczowie parafii
- ks. Franciszek Maroń (1939–1969)
- ks. Joachim Dziadzko (1969–1979)
- ks. Bolesław Jakubczyk (1979–1987)
- ks. Franciszek Balion (1987–1991)
- ks. Bernard Halemba (1991–2016)
- ks. Grzegorz Wita (2016–2022)[2]
- ks. Rafał Lar (od 2022)[3]